# Pagurus townsendi
Pagurus townsendi is een tienpotigensoort uit de familie van de Paguridae. De wetenschappelijke naam van de soort is voor het eerst geldig gepubliceerd in 1892 door Benedict.